# スポーツキャッチ!
スポーツ・キャッチ!（スポーツ・キャッチ）は、JFNが毎週日曜20:30～20:55に放送している（ネット局での放送は必ず同時ネットで、一部地域では放送なし）のラジオ番組。2003年10月放送開始。
この番組は、さまざまなその週にあったスポーツを振り返る番組である。パーソナリティーが元浦和レッズの水内猛のためほとんどがサッカー情報中心になる。スポーツ情報番組のため生放送である。アシスタントは貞包みゆき。
なお、特別番組がこの番組の放送時間と重なった場合、この番組は放送休止となる。

## 現在のネット局
- エフエム青森
- Boy-FM
- ふくしまFM
- RADIO BERRY
- FMぐんま
- FM長野
- radio CUBE FM三重
- FM福井
- e-radio
- V-air
- FM岡山
- HFM
- FMY
- FM徳島
- Hi-Six
- FMK
- Air-Radio FM88
- JOY FM

## 以前のネット局
- Kiss-FM KOBE
- FMとやま
- Radio80